# ナオユキ・トヨトシ
ナオユキ・トヨトシ（Naoyuki Toyotoshi、豊歳 直之、1936年‐）は、パラグアイ共和国の外交官、実業家。
2009年に駐日パラグアイ特命全権大使に就任した。東京に駐日パラグアイ大使館が開設されてから第9代特命全権大使となる。2017年離任。
日本生まれの日本育ちの日本人であり、アルゼンチンを経て、パラグアイ移住後も長く日本国籍者であった。しかし、パラグアイ共和国政府より2009年に駐日特命全権大使に就任を要請され、パラグアイ国籍を取得した。日本国の戸籍の漢字表記は「豊歳 直之」。
トヨトシは、パラグアイの日系社会出身者として、イサオ・タオカ（田岡功）駐日大使（第8代：在任2004年‐2009年）に次いで、2人目の駐日特命全権大使となった。3人目は、トヨトシ大使の次男のマリオ・マサユキ・トヨトシ駐日大使（第11代：2024年 - ）であり初のパラグアイ生まれの日系二世である。
日本人として2006年に旭日小綬章を、パラグアイ人として2017年に旭日大綬章を受章した。

## 来歴
1936年東京生まれ。東京都立第一商業高等学校を卒業後（第31期）、早稲田大学政治経済学部経済学科に入学し、在学中は海外移住研究会に所属した。早稲田大学を卒業後、大阪商船（現：商船三井）に入社。移民船の事務員を希望したが、配属先は陸上勤務でニューヨーク航路であった。その後、東京本社に異動してからしばらくして、日系人大会で知り合ったブエノスアイレスの現地会社の人に依頼していた呼び寄せ許可がようやく届いた。勿論、家族も会社も大反対であったが、学生時代からの夢を実現することに優るものはなく、豊歳氏は1960年2月4日に『スペイン語四週間』を手に、ぶらじる丸でアルゼンチンへ移住した。
その後、バイクの輸入販売事業の誘いを受け、1969年にパラグアイに移住した。パラグアイで将来の自動車市場の拡大を確信し、トヨタ自動車の販売などを手がける「トヨトシ・グループ」（TOYOTOSHI S.A.）を設立。自動車のみならず、ブリジストン、ソニーの販売なども手がけ、商船三井との合弁事業として河川運輸会社「T.F.P.」の設立運営、他にも、「ケイコ牧場」（夫人の名から）、自動車用の革シート製造、KDDIとの提携での携帯電話などの事業を経営するなど、パラグアイに9社、カナダに2社、アメリカに1社、フランスに1社、グループ全体で1000名を超える従業員を抱える、パラグアイでは屈指の大企業に育てあげた。大使就任後は、グループ事業を2人の息子マルセロ、マリオ（現駐日大使）と娘パトリシア（日本パラグアイ学院理事長）の婿の手に委ねた。
事業展開の傍ら、公職として、パラグアイ日本商業会議所会頭（第2代）、1986年のパラグアイ移住50周年記念式典執行委員長、同60周年記念式典執行委員長、アスンシオン日本人会会長、パラグアイ日本人会連合会会長などの要職を歴任するなど、同国在住の日本人の連帯組織で日本とパラグアイの架け橋として友好親善のために活躍し、特に日本パラグアイ人作りセンターや、日本パラグアイ学院の創設には私財を投じて尽力した。
これらの功績が認められ、2006年秋の叙勲で在外日本人として、旭日小綬章を受章した。
2009年に駐日大使就任の打診を受け、そのために必要なパラグアイ国籍を取得した。
2009年10月にフェルナンド・ルゴ大統領によって、駐日パラグアイ共和国特命全権大使に任じられた。2009年12月8日に皇居にて信任状捧呈式に臨み、2017年11月20日までの約8年間大使の任にあった。
2017年11月14日付で大使離任にあたり日本国政府より旭日大綬章を受章した。11月17日に伝達式が行われ、佐藤正久外務副大臣から勲章が贈呈された。

## 人物
- 駐日大使着任直後の2009年11月4日に母校の早稲田大学を訪問した後、海外移住研究会の仲間による歓迎会に出席した。以下、「豊歳駐日パラグアイ大使 早稲田大学海外移住研究会OBによる歓迎会」記事より抜粋。

「……パラグアイは日本企業の同国への投資を歓迎すると共に、パラグアイ産品の輸出振興に協力を要請したい、と熱っぽく語った先輩はすっかりパラグアイ大使に成りきっていた。
「都の西北」を歌った後、散会してタワーを出ると、大使は同方面に帰る後輩二人とTAXIで帰途に就いたのである。これには驚いた。この大使は公私混同を嫌い、この日の早大訪問は私的なものとして、大使公用車は使わなかった、のである。中々出来ないことである。
兎に角、パラグアイはファースト・クラスの人物を大使として送り込んできたのである。……」
- 2011年3月11日に発生した東日本大震災に際しては、復興支援としてパラグアイ特産の大豆100トンを使って被災地へ100万丁の豆腐を送る計画を発表し、第一弾として福島県石川町へ寄贈した。「義援金などを通じて、これからも支援を続けたい」とエールを贈った[6][7]。

- 趣味はゴルフ。パラグアイの名門ゴルフクラブ「アスンシオン・ゴルフクラブ」の理事長も務めた[8]。トランス・チャコ・ラリーに出場した経験もある。

## 著書
豊歳直之『パラグアイにかけた夢 ― 豊歳直之・わが人生』かまくら春秋社、2011年、221p. ISBN：9784774005317 。著者の自叙伝としてだけでなく、移住当時の南米社会の状況を理解する上で、非常に興味深い作品である。